# 綢

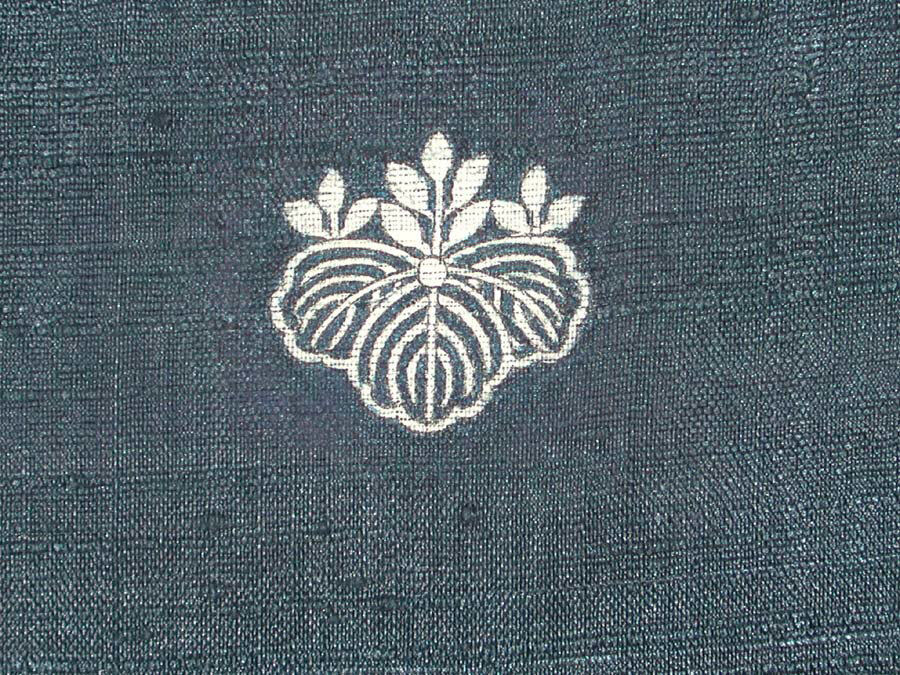
綢

綢，本字寫成紬，是一類絲織品，以平紋織法織成，質薄而軟，有花綢、素綢之分。又可細分為宮綢、繭綢、縐綢。
綢與綾、羅、緞合稱綾羅綢緞。